# Annemarieke van Rumpt
Annemarieke Van Rumpt est une rameuse néerlandaise née le 29 avril 1980 à Middelharnis.

## Biographie
Aux Jeux olympiques d'été de 2004 à Athènes, Annemarieke van Rumpt est médaillée de bronze en huit avec Froukje Wegman, Nienke Hommes, Hurnet Dekkers, Marlies Smulders, Annemiek de Haan, Sarah Siegelaar, Helen Tanger et la barreuse Ester Workel.
Aux Jeux olympiques d'été de 2008 à Pékin, elle obtient la médaille d'argent en huit avec Nienke Kingma, Femke Dekker, Roline Repelaer van Driel, Marlies Smulders, Helen Tanger, Sarah Siegelaar, Annemiek de Haan et la barreuse Ester Workel.

## Palmarès

### Jeux olympiques
- 2008 à Pékin,  Chine
  -  Médaille d'argent en huit
- 2004 à Athènes,  Grèce
  -  Médaille de bronze en huit

### Championnats du monde
- 2005 à Gifu,  Japon
  -  Médaille de bronze en huit
- 2003 à Milan,  Italie
  -  Médaille d'argent en quatre sans barreur